# Carlijne Vos
Carlijne Vos (Amsterdam, 13 juli 1968) is een Nederlandse socioloog en journalist.
Na haar examen aan het Amsterdamse Barlaeus Gymnasium studeerde ze van 1986 tot 1987 aan de Universiteit van Perugia in het Italiaanse Perugia. Van 1987 tot 1993 deed zij de studie Sociologie aan de Universiteit van Amsterdam. Aansluitend studeerde ze in 1993 een jaar lang aan de Universiteit van Californië - Davis de opleiding Sociologie. In 1994 deed ze de postdoctorale opleiding Journalistiek aan de Rotterdamse Erasmusuniversiteit.
Tussen 1994 en 2000 werkte Vos op de afdeling Economie voor de Telegraaf. Sinds december 2000 is zij buitenlandverslaggever en commentator van de Volkskrant.
In 2017 won zij de journalistenprijs De Tegel in de categorie Nieuwsverslaggeving. Zij kreeg dit voor haar reportage “Migratie uit Afrika”.
Na haar scheiding schreef ze met twee relatietherapeuten en een gezinscoach een boek over de valkuilen en emoties van gescheiden ouders en hun kinderen.